# 刃金
刃金（はがね）は、刃物の刃先に用いる金属のこと。かつては刃金もしくは釼の一字で、鋼と同じように使われていた。
刃物の刃先は、鋭角になればなるほど切れ味が良くなる。しかし、鋭角になればなるほど、切断方向以外の外力に対し脆くなる。そのため古来、刃物の刃先となる材質には、強靭な性質を有するものが選定された。その中で多用されたのが鋼である。鋼は鉄合金であると再定義がなされ、それが1980年代以降定着したので、刃物鋼という鋼材が再定義された。刃物鋼で有名なものには安来鋼などがある。